# Буданьяр
Буданья́р (рос. Буданьяр, башк. Буҙанъяр) — присілок у складі Альшеєвського району Башкортостану, Росія. Входить до складу Гайніямацької сільської ради.
Населення — 40 осіб (2010; 50 в 2002).
Національний склад:
- башкири — 76 %